# Arcidiocesi di Besançon

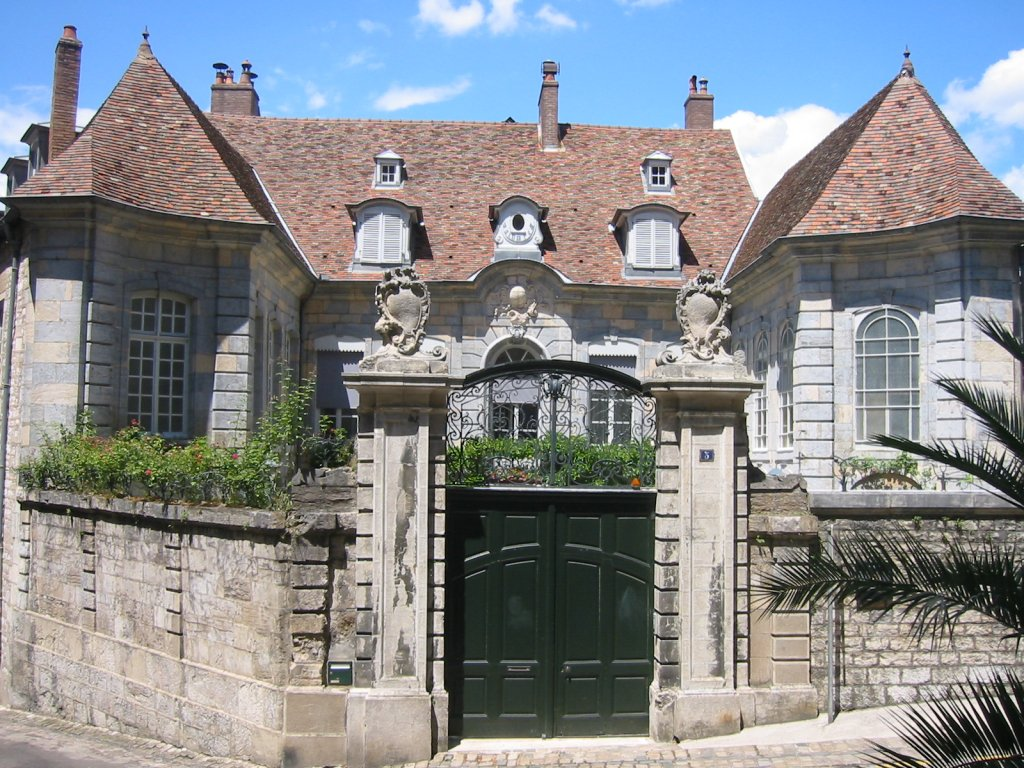
Il palazzo arcivescovile di Besançon, sede degli arcivescovi dal 1910.

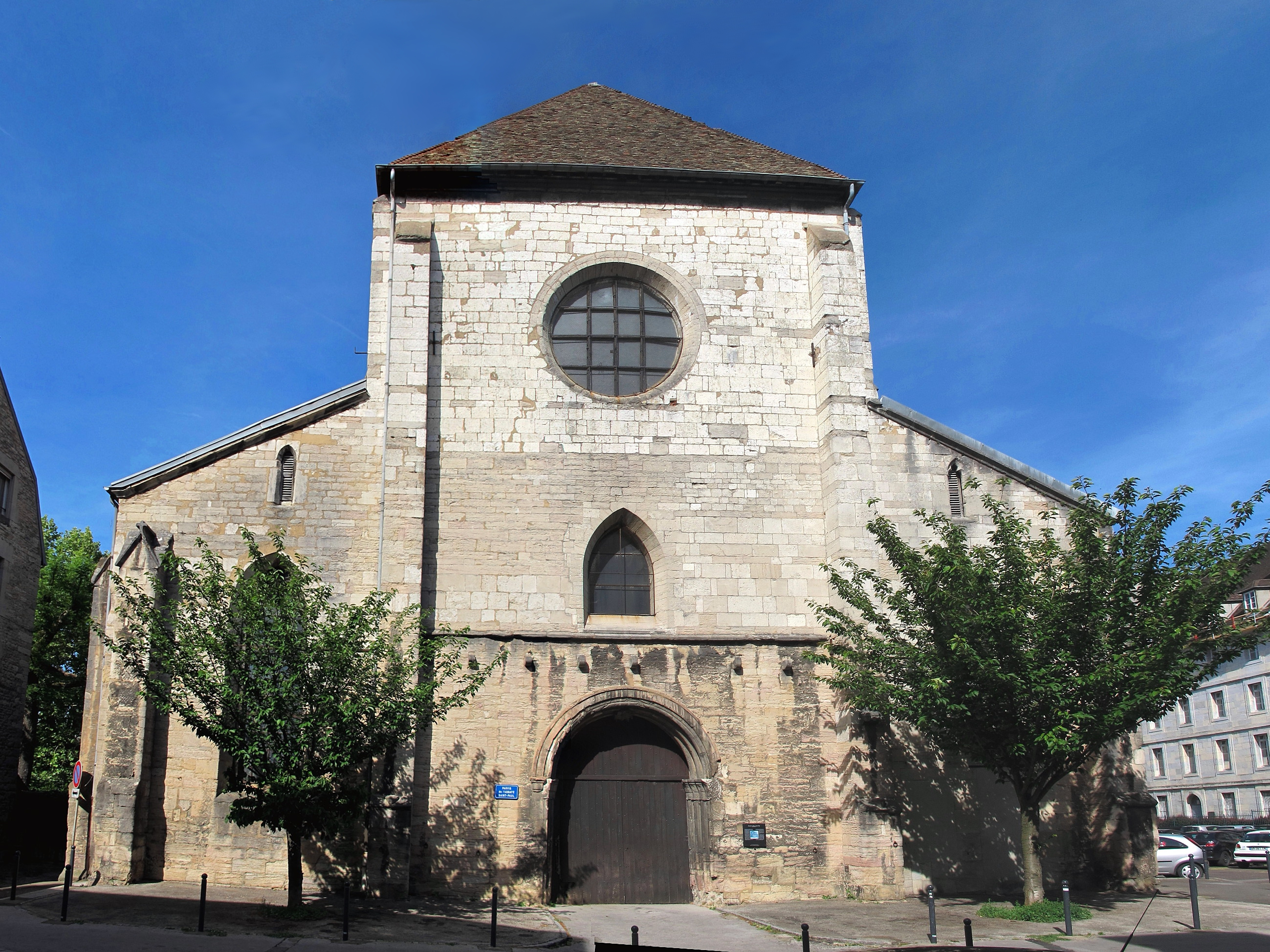
La chiesa dell'abbazia di San Paolo a Besançon, fondata nel 630 dal vescovo san Donato.

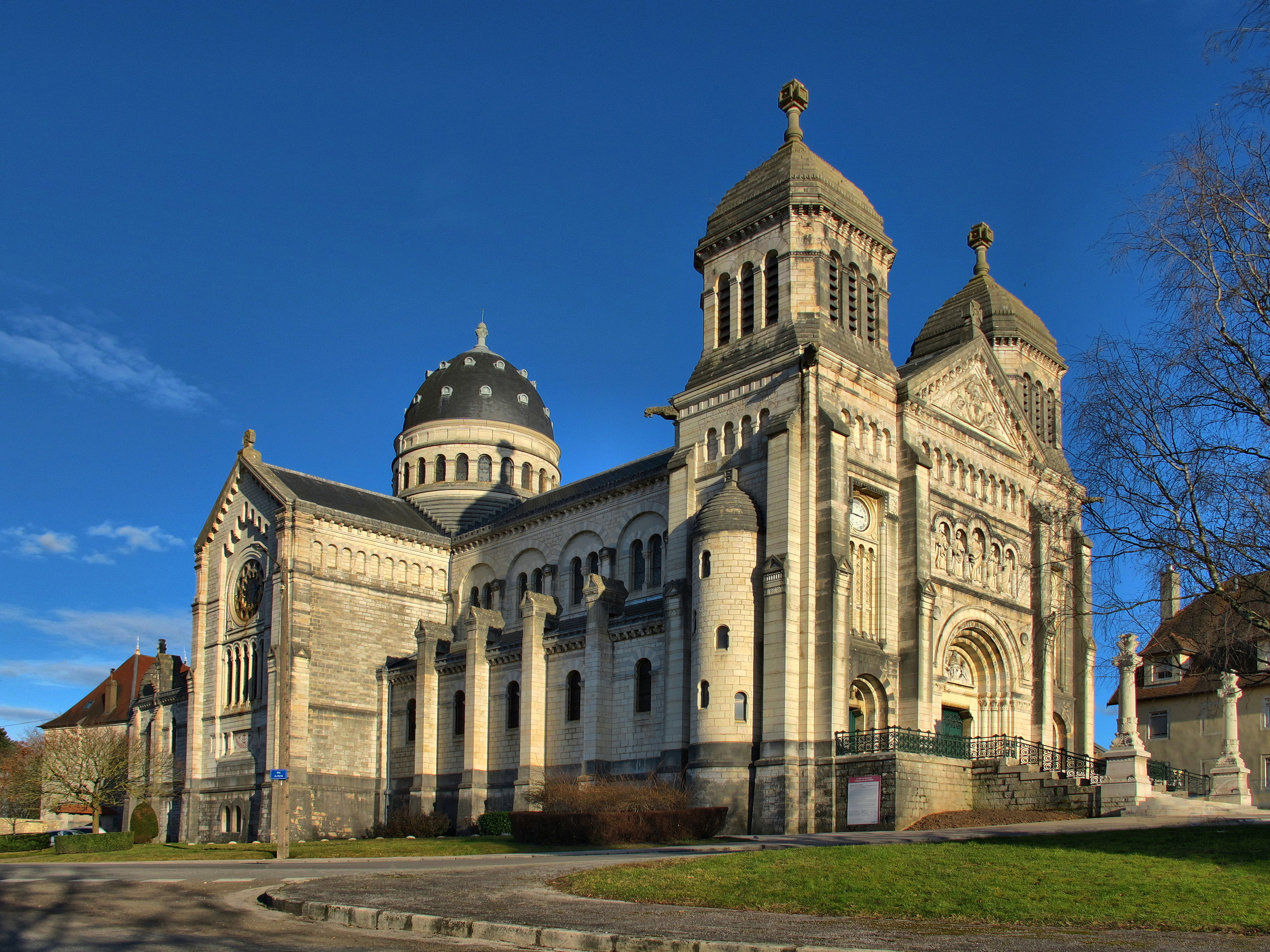
La basilica di san Ferruccio a Besançon, costruita fra il 1884 e il 1901.

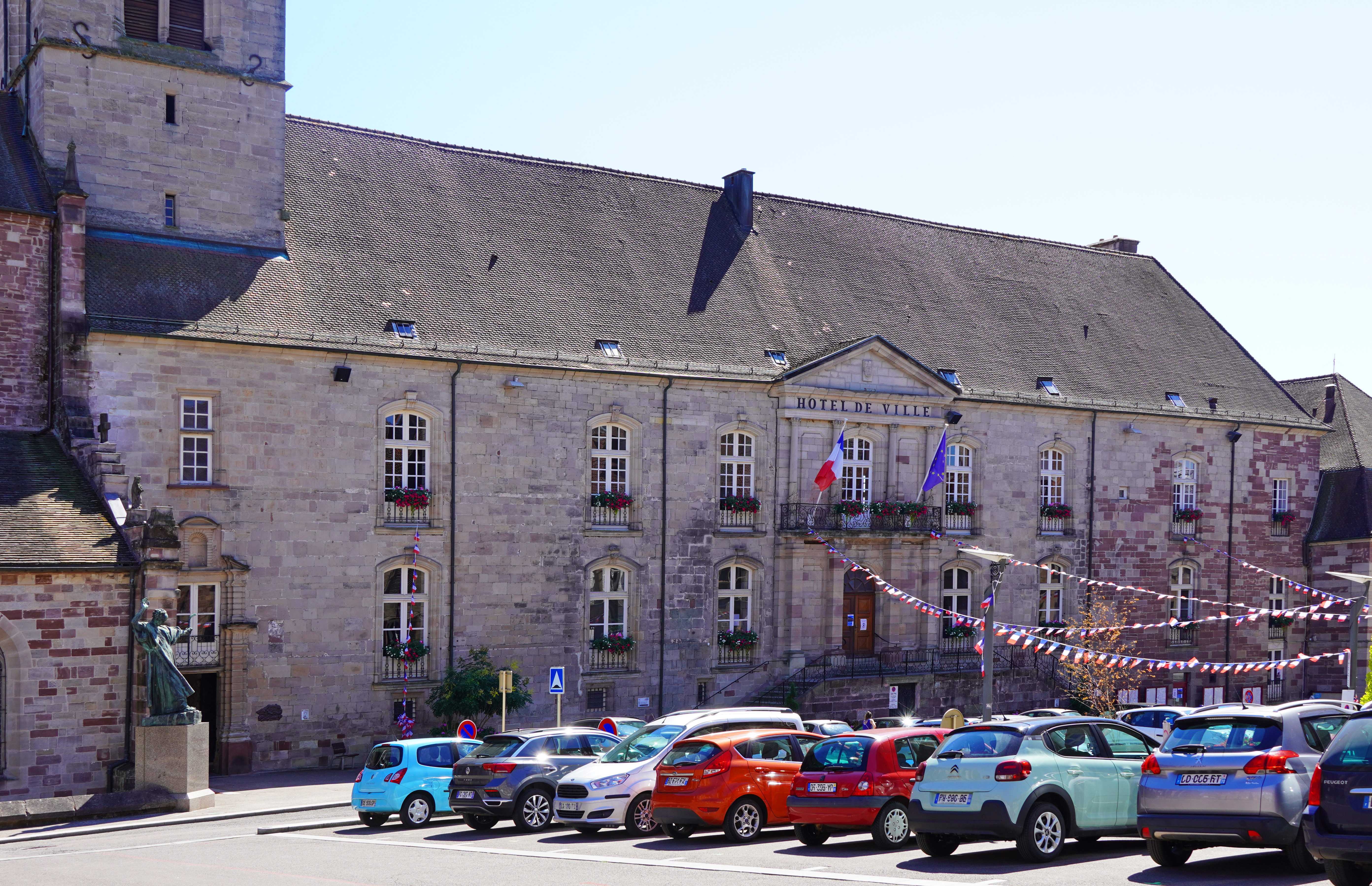
L'abbazia di Luxeuil, fondata nel 590 da san Colombano.

L'arcidiocesi di Besançon (in latino Archidioecesis Bisuntina) è una sede metropolitana della Chiesa cattolica in Francia. Nel 2022 contava 569.000 battezzati su 617.000 abitanti. È retta dall'arcivescovo Jean-Luc Bouilleret.

## Territorio
L'arcidiocesi comprende i dipartimenti francesi del Doubs (eccetto il paese di Montbéliard) e dell'Alta Saona (eccetto Héricourt).
Sede arcivescovile è la città di Besançon, dove si trova la cattedrale di San Giovanni.
Il territorio si estende su 9.732 km² ed è suddiviso in 67 parrocchie e 13 decanati.

### Provincia ecclesiastica
La provincia ecclesiastica di Besançon comprende le seguenti suffraganee:
- diocesi di Belfort-Montbéliard;
- diocesi di Nancy;
- diocesi di Saint-Claude;
- diocesi di Saint-Dié;
- diocesi di Verdun.

### Istituti religiosi
- Monache benedettine
- Monache carmelitane
- Monache clarisse
- Monache cistercensi
- Religiose della compagnia di Sant'Orsola
- Società delle figlie del Cuore di Maria
- Suore del ritiro cristiano
- Suore del Sacro Cuore di Maria
- Suore dell'Alleanza
- Suore della carità di Santa Giovanna Antida Thouret
- Suore della Divina Provvidenza
- Suore della Sacra Famiglia di Besançon
- Suore di Gesù Servitore
- Suore domenicane di Betania
- Suore domenicane missionarie delle campagne
- Suore missionarie di Nostra Signora d'Africa
- Suore ospedaliere del Sacro Cuore di Gesù
- Travailleuses Missionnaires
- Fratelli delle scuole cristiane
- Ordine dei frati minori

## Storia
Vesontio era la capitale ed il principale centro del popolo dei Sequani; all'epoca di Diocleziano divenne metropoli della provincia romana della Maxima Sequanorum, come attestato dalla Notitia Galliarum dell'inizio del V secolo.
Verso la fine del II secolo il vescovo sant'Ireneo di Lione inviò due presbiteri, originari di Atene in Grecia, san Ferruccio (Ferjeux in lingua francese) e suo fratello san Ferreolo (Ferréol), che evangelizzarono il popolo dei sequani e secondo la tradizione furono all'origine della Chiesa di Besançon. Vennero entrambi martirizzati verso il 212 e diventeranno i santi patroni di Besançon.
Una diocesi è attestata per la prima volta con il vescovo Pancario, il cui nome è indicato negli atti dello pseudo concilio di Colonia del 346. Dopo di lui è attestato, attorno al 444, il vescovo Chelidonio. Con l'affermarsi dell'organizzazione ecclesiastica, Vesontio divenne sede metropolitana della provincia ecclesiastica, modellata su quella civile, che comprendeva le diocesi suffraganee di Avenches (poi Losanna) e di Basilea, a cui fu aggiunta quella di Belley.
La diocesi fu annientata durante il periodo delle invasioni barbariche (i Burgundi e gli Alamanni invasero la Sequania a partire dal IV secolo dopo la fine della dominazione romana). Successivamente si riorganizzò all'inizio del VII secolo in epoca merovingia, quando i re franchi cacciarono o assimilarono i barbari.
Verso la fine del VI secolo il cristianesimo poté diffondersi e consolidarsi grazie all'opera dei monaci missionari irlandesi, tra i quali l'abate san Colombano fondatore dell'abbazia di Luxeuil nel 590, una delle più importanti e conosciute della Francia e matrice di centinaia di monasteri nel regno Franco grazie ai suoi monaci, fra cui spicca san Gallo. Saccheggiata dai Saraceni nel 732, fu ricostruita da Carlo Magno ed affidata ai Benedettini.
Durante il periodo carolingio i conti di Borgogna detennero il potere temporale ed esercitarono ampia influenza presso gli arcivescovi, che comunque rivestivano un ruolo di primaria importanza.
Nel XII secolo, la diocesi diede alla Chiesa il papa Callisto II, originario di Quingey ed eletto nell'abbazia di Cluny in Borgogna, promotore del pellegrinaggio a Santiago di Compostela.
In questo periodo si moltiplicano le abbazie di nuova fondazione, soprattutto cistercensi: sono i principali centri di resistenza allo scisma episcopale dell'imperatore Federico Barbarossa, sovrano della Franca Contea e dell'arcivescovato di Besançon.
Dal XIII al XVI secolo, epoca della riforma protestante, le istituzioni cattoliche subirono un declino. In quest'epoca difficile per le comunità cristiane, l'arcidiocesi fu il rifugio di molti cattolici che fuggivano dalla Svizzera e soprattutto dei vescovi suffraganei di Losanna e di Basilea, cacciati dalle loro sedi episcopali dalla vittoria dei riformisti.
Nel 1742 Besançon cedette una porzione del suo territorio a vantaggio dell'erezione della diocesi di Saint-Claude. Il territorio dell'arcidiocesi coincise fino al XVIII secolo con la contea di Borgogna (o Franca Contea comprensiva della contea di Montbéliard), ed era suddiviso in 16 decanati e circa 900 parrocchie. Prima della rivoluzione, l'arcidiocesi era compresa fra le diocesi di Toul e di Saint-Dié a nord, la diocesi di Basilea ad est, quella di Losanna a sud-est, e le diocesi di Saint-Claude e di Langres ad ovest.
In virtù del concordato, il 29 novembre 1801 la diocesi di Saint-Claude fu soppressa e l'arcidiocesi di Besançon ne annesse il territorio, che contestualmente venne a coincidere con i tre dipartimenti di Doubs, dell'Alta Saona e del Giura. Il 6 ottobre 1822 fu ristabilita la diocesi di Saint-Claude con territorio ricavato da quello di Besançon; in questa occasione fu anche ridefinita la provincia ecclesiastica, che comprendeva come suffraganee le diocesi di Strasburgo, Metz, Verdun, Belley, Saint-Dié e Nancy.
In seguito alla Guerra franco-prussiana, il territorio di Belfort, rimasto francese, fu scorporato dalla diocesi di Strasburgo, passata alla Germania, e annesso dall'arcidiocesi di Besançon.
Il 3 novembre 1979 l'arcidiocesi ha ceduto un'altra porzione di territorio (Territorio di Belfort, il Paese di Montbéliard e il cantone di Héricourt) a vantaggio dell'erezione della diocesi di Belfort-Montbéliard.

## Cronotassi dei vescovi
Si omettono i periodi di sede vacante non superiori ai 2 anni o non storicamente accertati.
I più antichi cataloghi episcopali di Besançon sono piuttosto tardivi e terminano tutti, di prima mano, con il vescovo Hugues de Salins († 1067). Louis Duchesne distingue questi cataloghi in tre differenti tipologie, ognuna con le sue varianti e documentate da copie diverse. Curiosamente, la tipologia B omette quei vescovi che, nell'XI secolo, erano considerati intrusi o di dubbia vita morale: questo è un chiaro indizio che il catalogo aveva un uso liturgico.
- San Lino †[3]
- San Massimino †
- San Paolino †
- Sant'Eusebio †
- Sant'Ilario †
- San Pancario † (menzionato nel 346)
- San Giusto †
- Sant'Aniano †
- San Fronimio †
- San Desiderato †
- San Germano †[4]
- San Leonzio †
- San Chelidonio † (menzionato nel 444 circa)
  - Importuno † (illegittimo)[5]
- Gelmeisilo †[6]
- Sant'Antidio † (seconda metà del V secolo)[7]
- Amanzio † (fine V secolo o inizio VI secolo)
- Claudio I † (menzionato nel 517)[8]
- Urbico † (menzionato nel 549)
- San Tetradio I † (prima del 552 - dopo il 570)
- San Silvestro † (prima del 573 - dopo il 585)[9]
- San Protadio † (menzionato nel 614)
- San Donato † (prima del 627 - dopo febbraio 658)
- San Nicezio † (menzionato nel 670)[10]
- Ternisco (o Ternazio) † (menzionato nel 679 o 680)
- Gervasio †
- San Claudio II † (685 - fine VII secolo deceduto)
- Felice †
- Tetradio II †[11]
- Abbone †
- Waldelberto †
- Euroldo †
- Arnolfo ? †[12]
- Erveo † (prima del 757 - dopo il 762)
- San Gedeone †[13]
- Bernoino † (prima dell'811 - dopo l'828)
- Amalvino † (prima dell'838 - dopo l'840)
- Arduico † (circa 843[14] - dopo agosto 870)
- Teodorico † (prima dell'875 - dopo l'895)
- Berengario † (prima del 927 - circa 928 deceduto)
  - Aymino † (menzionato nel 915) (antivescovo)[15]
  - Conterio † (vescovo eletto)[16]
- Gerfroi † (prima del 932 - dopo il 953)
- Guy †
- Guichard † (al tempo di Ottone III)
- Liétaud † (prima del 993 - dopo il 994)
- Hector † (menzionato nel 1008 circa)[17]
  - Berthald † (vescovo eletto)[18]
- Gauthier † (prima del 1016 - 2 ottobre circa 1031 deceduto)
- Hugues de Salins † (7 novembre 1031 consacrato - 27 luglio 1067 deceduto)
- Hugues de Montfaucon † (1067 - 28 settembre 1085 deceduto)
- Hugues de Bourgogne † (1085 - 13 settembre 1100 deceduto)
- Hugues (Ponce) † (prima di gennaio 1101 o 1102 - 1107 deceduto)
- Guillaume d'Arguel † (prima di novembre 1108 - 1117 dimesso)
- Anseric de Montréal † (dopo giugno 1117 - 20 aprile 1134 deceduto)
- Humbert de Scey † (1134 - 1º ottobre 1161 dimesso)
- Gauthier de Bourgogne † (prima di settembre 1162 - 1163 nominato arcivescovo, titolo personale, di Langres)
- Herbert † (1163 - 1170 deposto)
- Eberard de Saint-Quentin † (1171 - 3 ottobre 1180 deceduto)
- Thierry de Montfaucon † (1180 - 23 novembre 1191 deceduto)
- Etienne de Vienne † (1191 - 11 giugno circa 1193 deceduto)
- Amédée de Tramelay † (prima del 1197 - 28 maggio 1220 dimesso)
- Gérard de Rougemont † (26 marzo 1221 - 15 marzo 1225 deceduto)
- Jean Halgrin d'Abbeville, O.S.B.Clun. † (19 ottobre 1225 - 23 dicembre 1226 nominato patriarca di Costantinopoli)
- Nicolas de Flavigny † (1227 - 7 dicembre 1235 deceduto)
- Geoffroy † (1236 - 2 maggio 1241 deceduto)
- Jean Franciogia † (1242 - 1244 dimesso)
- Guillaume de la Tour † (25 marzo 1245 - 20 agosto 1268 deceduto)
- Eudes de Rougemont † (9 febbraio 1269 - 23 giugno 1301 deceduto)
- Hugues de Chalon † (11 dicembre 1301 - 1311 deceduto)
- Vital de Maignaut † (23 giugno 1312 - 27 agosto 1333 deceduto)
- Hugues de Vienne † (22 dicembre 1333 - 12 maggio 1355 deceduto)
- Jean de Vienne † (8 giugno 1355 - 15 novembre 1361 nominato vescovo di Metz)
- Louis de Montbéliard † (17 novembre 1361 - 25 luglio 1362 deceduto)
- Aymon de Villersexel † (20 marzo 1363 - 10 dicembre 1370 deceduto)
- Guillaume de Vergy † (29 gennaio 1371 - 17 aprile 1391 dimesso)
- Gerard d'Athies, O.S.B. † (4 dicembre 1391 - 22 novembre 1404 deceduto)
- Thiébaud de Rougemont † (20 febbraio 1405 - 16 settembre 1429 deceduto)
  - Jean de la Rochetaillée † (14 ottobre 1429 - 24 marzo 1437 deceduto) (amministratore apostolico)
- Francesco Condulmer † (27 marzo 1437 - 20 ottobre 1438 nominato arcivescovo, titolo personale, di Verona)
- Jean de Norry † (11 febbraio 1439 - 1439 deceduto)
- Quentin Ménard † (23 settembre 1439 - 18 dicembre 1462 deceduto)
- Charles de Neufchâtel † (14 aprile 1463 - 20 luglio 1498 deceduto)
- François de Busleiden † (14 marzo 1499 - 23 agosto 1502 deceduto)
- Antoine de Vergy † (4 novembre 1502 - 29 dicembre 1541 deceduto)
- Pierre de la Baume † (29 dicembre 1541 succeduto - 27 giugno 1543 dimesso)
- Claude de la Baume † (27 giugno 1543 - 14 giugno 1584 deceduto)
- Antoine Perrenot de Granvelle † (14 novembre 1584 - 21 settembre 1586 deceduto)
- Ferdinand de Rye † (5 novembre 1586 - 20 agosto 1636 deceduto)
- François de Rye † (20 agosto 1636 succeduto - 17 aprile 1637 deceduto)
- Claude D'Achey † (14 maggio 1638 - 17 ottobre 1654 deceduto)
- Charles-Emmanuel de Gorrevod † (29 ottobre 1654 - 20 luglio 1659 deceduto)
- Jean-Jacques Fauche de Domprel † (21 febbraio 1661 - 11 marzo 1662 deceduto)
- Antoine-Pierre de Grammont, O.S.B. † (15 gennaio 1663 - 1º maggio 1698 deceduto)
- François-Joseph de Grammont † (7 settembre 1699 - 21 agosto 1717 deceduto)
- René de Mornay † (6 maggio 1720 - 19 maggio 1721 deceduto)
  - Sede vacante (1721-1724)
- Francesco Onorato di Monaco † (20 novembre 1724 - 1º marzo 1732 dimesso)
- Antoine-François de Bliterswyck de Montcley † (31 marzo 1732 - 12 novembre 1734 deceduto)
- Antoine-Pierre de Grammont † (27 giugno 1735 - 7 settembre 1754 deceduto)
- Antoine Clériade de Choiseul-Beaupré † (17 marzo 1755 - 7 gennaio 1774 deceduto)
- Raymond de Durfort † (9 maggio 1774 - 19 marzo 1792 deceduto)
  - Sede vacante (1792-1801)[19]
- Claude Le Coz † (29 aprile 1802 - 3 maggio 1815 deceduto)
- Gabriel Cortois de Pressigny † (1º ottobre 1817 - 2 maggio 1823 deceduto)
- Paul-Ambroise Frère de Villefrancon † (2 maggio 1823 succeduto - 27 marzo 1828 deceduto)
- Louis-François-Auguste de Rohan-Chabot † (15 dicembre 1828 - 8 febbraio 1833 deceduto)
- Louis-Guillaume-Valentin Dubourg, P.S.S. † (29 luglio 1833 - 12 dicembre 1833 deceduto)
- Jacques-Marie-Adrien-Césaire Mathieu † (30 settembre 1834 - 9 luglio 1875 deceduto)
- Pierre-Antoine-Justin Paulinier † (17 settembre 1875 - 12 novembre 1881 deceduto)
- Joseph-Alfred Foulon † (30 marzo 1882 - 26 maggio 1887 nominato arcivescovo di Lione)
- Arthur-Xavier Ducellier † (26 maggio 1887 - 29 giugno 1893 deceduto)
- Marie-Joseph-Jean-Baptiste-André-Clément-Fulbert Petit † (18 maggio 1894 - 28 agosto 1909 deceduto)
- François-Léon Gauthey † (20 gennaio 1910 - 25 luglio 1918 deceduto)
- Louis Humbrecht † (14 settembre 1918 - 28 giugno 1927 deceduto)
- Charles-Henri-Joseph Binet † (31 ottobre 1927 - 15 luglio 1936 deceduto)
- Maurice-Louis Dubourg † (9 dicembre 1936 - 31 gennaio 1954 deceduto)
- Marcel-Marie-Henri-Paul Dubois † (10 giugno 1954 - 2 luglio 1966 dimesso[20])
- Marc-Armand Lallier † (26 agosto 1966 - 6 marzo 1980 ritirato)
- Lucien Charles Gilbert Daloz † (12 dicembre 1980 - 13 agosto 2003 dimesso)
- André Jean René Lacrampe, Ist. del Prado † (13 agosto 2003 - 25 aprile 2013 dimesso)
- Jean-Luc Bouilleret, dal 10 ottobre 2013

## Statistiche
L'arcidiocesi nel 2022 su una popolazione di 617.000 persone contava 569.000 battezzati, corrispondenti al 92,2% del totale.
| anno | popolazione | popolazione | popolazione | presbiteri | presbiteri | presbiteri | presbiteri                | diaconi | religiosi | religiosi | parrocchie |
| anno | battezzati  | totale      | %           | numero     | secolari   | regolari   | battezzati per presbitero | diaconi | uomini    | donne     | parrocchie |
| ---- | ----------- | ----------- | ----------- | ---------- | ---------- | ---------- | ------------------------- | ------- | --------- | --------- | ---------- |
| 1950 | 565.000     | 574.000     | 98,4        | 1.008      | 943        | 65         | 560                       |         | 188       | 1.678     | 892        |
| 1959 | 730.000     | 760.000     | 96,1        | 1.135      | 1.040      | 95         | 643                       |         | 157       | 2.014     | 902        |
| 1970 | 740.000     | 782.879     | 94,5        | 874        | 824        | 50         | 846                       |         | 50        | 1.750     | 885        |
| 1980 | 475.500     | 501.450     | 94,8        | 641        | 608        | 33         | 741                       |         | 86        | 1.297     | 748        |
| 1990 | 503.000     | 528.000     | 95,3        | 489        | 459        | 30         | 1.028                     | 4       | 81        | 913       | 770        |
| 1999 | 500.000     | 535.000     | 93,5        | 339        | 326        | 13         | 1.474                     | 16      | 60        | 710       | 76         |
| 2000 | 510.000     | 550.412     | 92,7        | 329        | 318        | 11         | 1.550                     | 16      | 58        | 685       | 76         |
| 2001 | 512.000     | 550.412     | 93,0        | 321        | 310        | 11         | 1.595                     | 19      | 56        | 672       | 67         |
| 2002 | 500.000     | 552.793     | 90,4        | 311        | 299        | 12         | 1.607                     | 19      | 60        | 638       | 67         |
| 2003 | 500.000     | 550.412     | 90,8        | 296        | 285        | 11         | 1.689                     | 19      | 55        | 606       | 67         |
| 2004 | 500.000     | 550.412     | 90,8        | 278        | 266        | 12         | 1.798                     | 21      | 54        | 597       | 67         |
| 2006 | 500.000     | 550.000     | 90,9        | 258        | 250        | 8          | 1.937                     | 24      | 50        | 565       | 67         |
| 2012 | 533.000     | 583.729     | 91,3        | 215        | 202        | 13         | 2.479                     | 29      | 46        | 415       | 67         |
| 2015 | 578.400     | 608.500     | 95,1        | 190        | 177        | 13         | 3.044                     | 31      | 41        | 399       | 67         |
| 2018 | 567.000     | 614.375     | 92,3        | 168        | 155        | 13         | 3.375                     | 30      | 40        | 334       | 67         |
| 2020 | 568.400     | 615.800     | 92,3        | 160        | 145        | 15         | 3.552                     | 35      | 41        | 318       | 67         |
| 2022 | 569.000     | 617.000     | 92,2        | 131        | 117        | 14         | 4.343                     | 36      | 33        | 327       | 67         |